# ماريو كوفاك
ماريو كوفاك (بالكرواتية: Mario Kovač)‏ هو مخرج وشاعر كرواتي، ولد في 25 أكتوبر 1975 في زغرب في كرواتيا.

## وصلات خارجية
- ماريو كوفاك على موقع IMDb (الإنجليزية)
- ماريو كوفاك على موقع كينوبويسك (الروسية)